# أولاد امحمد لمحازة (شعيبات)
أولاد امحمد لمحازة هي إحدى مشيخات المملكة المغربية، تتبع جغرافيا لإقليم الجديدة وإداريًا لشعيبات. يقدر عدد سكانها بـ 2846 نسمة حسب الإحصاء الرسمي للسكان والسكنى لسنة 2004.